# Eustomias pyrifer
Eustomias pyrifer es una especie de pez de la familia Stomiidae en el orden de los Stomiiformes.

## Hábitat
Es un pez de mar y de aguas  tropicales que vive hasta 50 m de profundidad

## Distribución geográfica
Se encuentran en las Islas Vírgenes Americanas.